# Blaye
Blaye (nekdanji Blaye-et-Sainte-Luce; okcitansko Blaia, santonsko Bllaye) je naselje in občina v jugozahodni francoski regiji Akvitaniji, podprefektura departmaja Gironde. Leta 2009 je naselje imelo 4.882 prebivalcev.

## Geografija
Naselje se nahaja v pokrajini Gujeni ob desnem bregu estuarija Gironde, 49 km severno od Bordeauxa.

## Uprava
Blaye je sedež istoimenskega kantona, v katerega so poleg njegove vključene še občine Berson, Campugnan, Cars, Cartelègue, Fours, Mazion, Plassac, Saint-Androny, Saint-Genès-de-Blaye, Saint-Martin-Lacaussade, Saint-Paul in Saint-Seurin-de-Cursac s 14.733 prebivalci.
Naselje je prav tako sedež okrožja, v katerem se nahajajo kantoni Blaye, Bourg, Saint-André-de-Cubzac, Saint-Ciers-sur-Gironde in Saint-Savin s 54.136 prebivalci.

## Zgodovina
Na ozemlju sedanjega kraja je stala antična naselbina Blavia, pristanišče galskega plemena Santones.
Po tukajšnjem izročilu naj bi v baziliki na mestu sedanje citadele bil pokopan Roland, grof Bretonske marke za časa Karla Velikega, oseba opevana v srednjeveški in renesančni književnosti. Med stoletno vojno je bil Blaye močno francosko oporišče, požgan s strani Angležov v letu 1352, pomembno vlogo pa je igral tudi v času verskih vojn.

## Zanimivosti
- Vaubanova citadela iz 17. stoletja, francoski zgodovinski spomenik, uvršena med glavne Vaubanove utrdbe, največja izmed treh trdnjav, poleg nje še Fort Paté na otoku sredi reke in Fort Médoc na njenem levem bregu, ki so varovale pristanišče Bordeaux, od leta 2008 na Unescovem seznamu svetovne kulturne dediščine v sklopu Vaubanovih trdnjav. V kompleksu citadele se nahaja tudi nekdanji pavlinski samostan iz 17. in 18. stoletja.
- ostanki starokrščanske bazilike sv. Romana iz 4. stoletja, romarska postaja na poti v Santiago de Compostelo (Via Turonensis),
- kapela sv. Lucije.

## Pobratena mesta
- Măcin (Dobrudža, Romunija),
- Tàrrega (Katalonija, Španija),
- Zülpich (Severno Porenje - Vestfalija, Nemčija).